# Xoridesopus kamathi
Xoridesopus kamathi är en stekelart som beskrevs av Gupta 1983. Xoridesopus kamathi ingår i släktet Xoridesopus och familjen brokparasitsteklar. Inga underarter finns listade i Catalogue of Life.